# San Cesareo in Palatio (Kardinalstitel)
San Cesareo in Palatio ist eine Titeldiakonie und zuvor eine Titelkirche. Sie ist nach der Kirche San Cesareo in Palatio im Prenestino-Labicano benannt.
Die Titelkirche wurde am 6. Juli 1517 von Leo X. errichtet und 1587 von Papst Sixtus V. aufgelöst. 1600 errichtete Papst Clemens VIII. sie wieder als Titeldiakonie.
Die folgenden Kardinäle waren Kardinalpriester und Kardinaldiakone von San Cesareo in Palatio (Lat. Titulus vel Diaconia Sancti Caesarei in Palatio):

## Kardinalpriester
- Niccolò Pandolfini (1517–1518)
- vakant (1518–1530)
- Louis de Gorrevod (1530–1535)
- Bartolomeo Guidiccioni (1540–1542)
- Cristoforo Madruzzo (1545–1560)
- Pier Francesco Ferrero (1561)
- vakant (1561–1570)
- Arcangelo Bianchi OP (1570–1580)
- vakant (1580–1587)
- Titel abgeschafft 1587

## Kardinaldiakone
- Silvestro Aldobrandini (1603–1612)
- vakant (1612–1616)
- Carlo Gaudenzio Madruzzo, Kardinalpriester (1616–1626)
- Giangiacomo Teodoro Trivulzio (1629–1644)
- Carlo Rossetti (1644–1653)
- Carlo Barberini (1653–1660); erneut (1667–1675)
- Friedrich von Hessen-Darmstadt (1661–1667)
- Girolamo Casanate (1675–1682)
- Benedetto Pamphilj (1685–1686)
- Giovanni Francesco Negroni (1686–1696)
- Giambattista Spinola (1696–1706), Kardinalpriester pro hac vice (1706–1719)
- Thomas Philipp Wallrad d'Alsace-Boussut de Chimay, Kardinalpriester (1721–1733)
- Giovanni Battista Spinola (1733–1743)
- vakant (1743–1747)
- Gian Francesco Albani (1747–1759)
- Giovanni Costanzo Caracciolo (1759–1770)
- vakant (1770–1775)
- Bernardino de Vecchi (1775)
- Giovanni Cornaro (1778–1789)
- Filippo Campanelli (1791–1795)
- vakant (1795–1804)
- Giuseppe Albani (1804–1818)
- vakant (1818–1827)
- Tommaso Bernetti (1827–1844)
- Giuseppe Bofondi (1847–1867)
- vakant (1867–1884)
- Ignazio Masotti (1884–1888)
- Achille Apolloni (1889–1893)
- Giuseppe Antonio Ermenegildo Prisco (1896–1898)
- vakant (1898–1911)
- Willem Marinus van Rossum CSsR (1911–1915)
- vakant (1915–1922)
- Franziskus Ehrle SJ (1922–1934)
- Domenico Mariani (1935–1939)
- vakant (1939–1958)
- Francesco Bracci (1958–1967)
- Karol Wojtyła, Kardinalpriester pro hac vice (1967–1978)
- vakant (1978–1985)
- Andrzej Maria Deskur (1985–1996), Kardinalpriester pro hac vice (1996–2011)
- Antonio Maria Vegliò (seit 2012) (seit 4. März 2022 Kardinalpriester pro hac vice)